# Třída Júšio
Třída Júšio byla třída diesel-elektrických ponorek Japonských námořních sil sebeobrany. Deset postavených jednotek této třídy tvořilo v 80. letech páteř japonských ponorkových sil. Dnes jsou již vyřazeny.

## Stavba

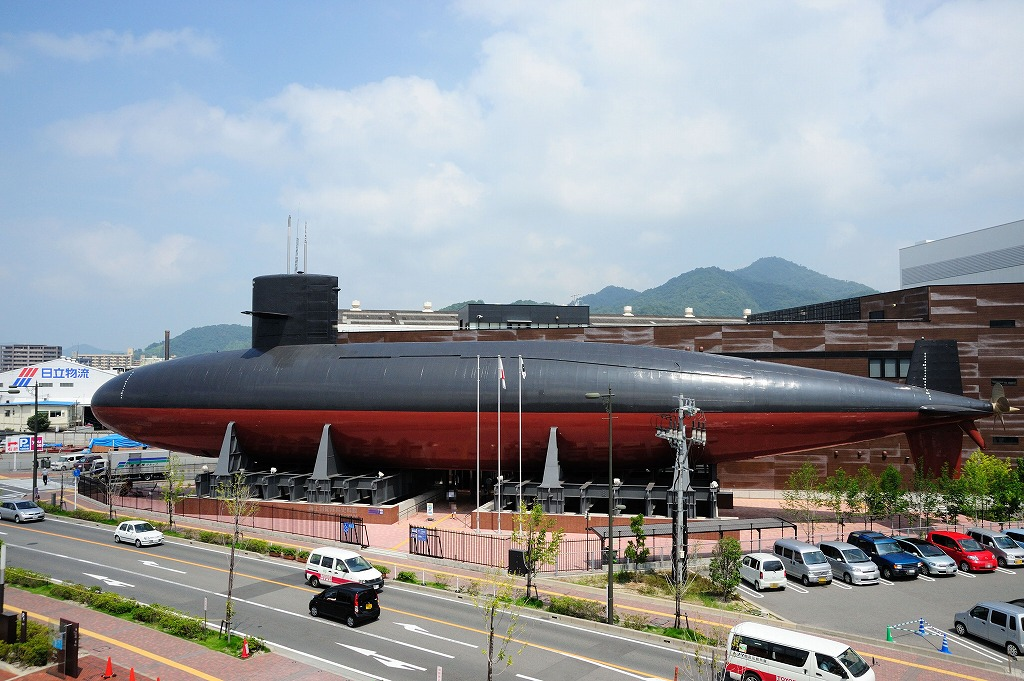
Vyřazené Akišio byla zachována jako muzejní loď

Loděnice Mitsubishi Heavy Industries a Kawasaki Shipbuilding Corporation postavily v letech 1976–1989 celkem 10 jednotek této třídy.
Jednotky třídy Júšio:
| Jméno            | Založení kýlu    | Spuštěna        | Vstup do služby | Status                  |
| ---------------- | ---------------- | --------------- | --------------- | ----------------------- |
| Júšio (SS-573)   | 3. prosince 1976 | 29. března 1979 | 26. února 1980  | vyřazen 11. března 1999 |
| Močišio (SS-574) | 9. května 1978   | 12. března 1980 | 5. března 1981  | vyřazen 10. března 2000 |
| Setošio (SS-575) | 17. dubna 1979   | 10. února 1981  | 17. března 1982 | vyřazen 30. března 2001 |
| Okišio (SS-576)  | 17. dubna 1980   | 5. března 1982  | 1. března 1983  | vyřazen 4. března 2003  |
| Nadšio (SS-577)  | 16. dubna 1981   | 27. ledna 1983  | 6. března 1984  | vyřazen 1. června 2001  |
| Hamašio (SS-578) | 8. dubna 1982    | 1. února 1984   | 5. března 1985  | vyřazen 9. března 2006  |
| Akišio (SS-579)  | 15. dubna 1983   | 21. ledna 1985  | 5. března 1986  | vyřazen 3. března 2004  |
| Takešio (SS-580) | 3. dubna 1984    | 9. února 1986   | 3. března 1987  | vyřazen 9. března 2005  |
| Jukišio (SS-581) | 11. dubna 1985   | 23. ledna 1987  | 11. března 1988 | vyřazen 9. března 2006  |
| Sačišio (SS-582) | 11. dubna 1986   | 17. února 1988  | 24. března 1989 | vyřazen 14. dubna 2006  |

## Konstrukce
Jednalo se o prodlouženou verzi ponorek třída Uzušio s větší hloubkou ponoru (cca 275 m). Trup ponorek byl dvojitý a měl kapkovitý tvar. Výzbroj ponorek tvoří šest 533mm torpédometů HU-603, ze kterých mohla být odpalována po drátě naváděná torpéda typu 89 či protilodní střely UGM-84 Harpoon (mimo Júšio). Zásoba dlouhých zbraní činila 18–20 kusů. Vyhledávací radar byl typu ZPS-6. Trupový sonar prvních pěti jednotek byl ZQQ-3 a SQS-36J, následující jednotky byly ZQQ-3 nahradily ZQQ-4.
Pohonný systém byl diesel-elektrické koncepce. Tvoří ho dva diesely Kawasaki-MAN V8V24/30mAMTL, dva alternátor SG-4 a jeden elektromotory Fuji Electric SM-4. Energii uchovávaly baterie. Lodní šroub je jeden. Ponorky dosahují rychlosti 12 uzlů při plavbě na hladině a 20 uzlů pod hladinou.